# Aldra
Aldra es una isla de Noruega, cercana a Bratland, cuyas coordenadas son 66°25′N, 13°01′E. La isla de Aldra se usa como sitio de transmisión de longitudes de onda muy largas. Se encuentra justo al lado de la costa continental, al norte del pueblo de Haugland y al oeste de Brattland. La isla está separada del continente por el Aldersundet. Las islas de Stigen y Lurøya se encuentran al oeste. El pueblo de Aldra se encuentra en el extremo sureste de la isla.

## Geografía
El punto más alto de la isla es el pico Hjarttinden, con 967 m s. n. m., en la parte meridional. Hay además otros dos picos importantes: Ørnestinden (839 m), en la parte central, y Aldertinden (774 m), en la parte oriental, hacia Aldersundet Skaret Alderskardet atraviesa la isla desde Aldersundet, al noroeste, hasta Stuvland, con Ørnestinden al suroeste de Skard y Aldertinden al noreste.
- Datos: Q1458194
- Multimedia: Aldra / Q1458194